# Mississippiglada
Mississippiglada (Ictinia mississippiensis) är en fågel i familjen hökar inom ordningen hökfåglar. Den häckar i södra USA och övervintrar i Sydamerika.

## Utseende och läte
Mississippigladan är en liten (34–37 cm) och slank rovfågel med smala spetsiga vingar och lång tvärt avskuren stjärt. Fjäderdräkten är pärlgrå med ljust huvud, mörk ögonfläck, mörkgrå vingar och svart stjärt. På nära håll syns att ögonen är röda. Ungfågeln är kraftigt streckad undertill. Lätet är en ljus tvåstavig vissling, en kort ton följd av en längre fallande.

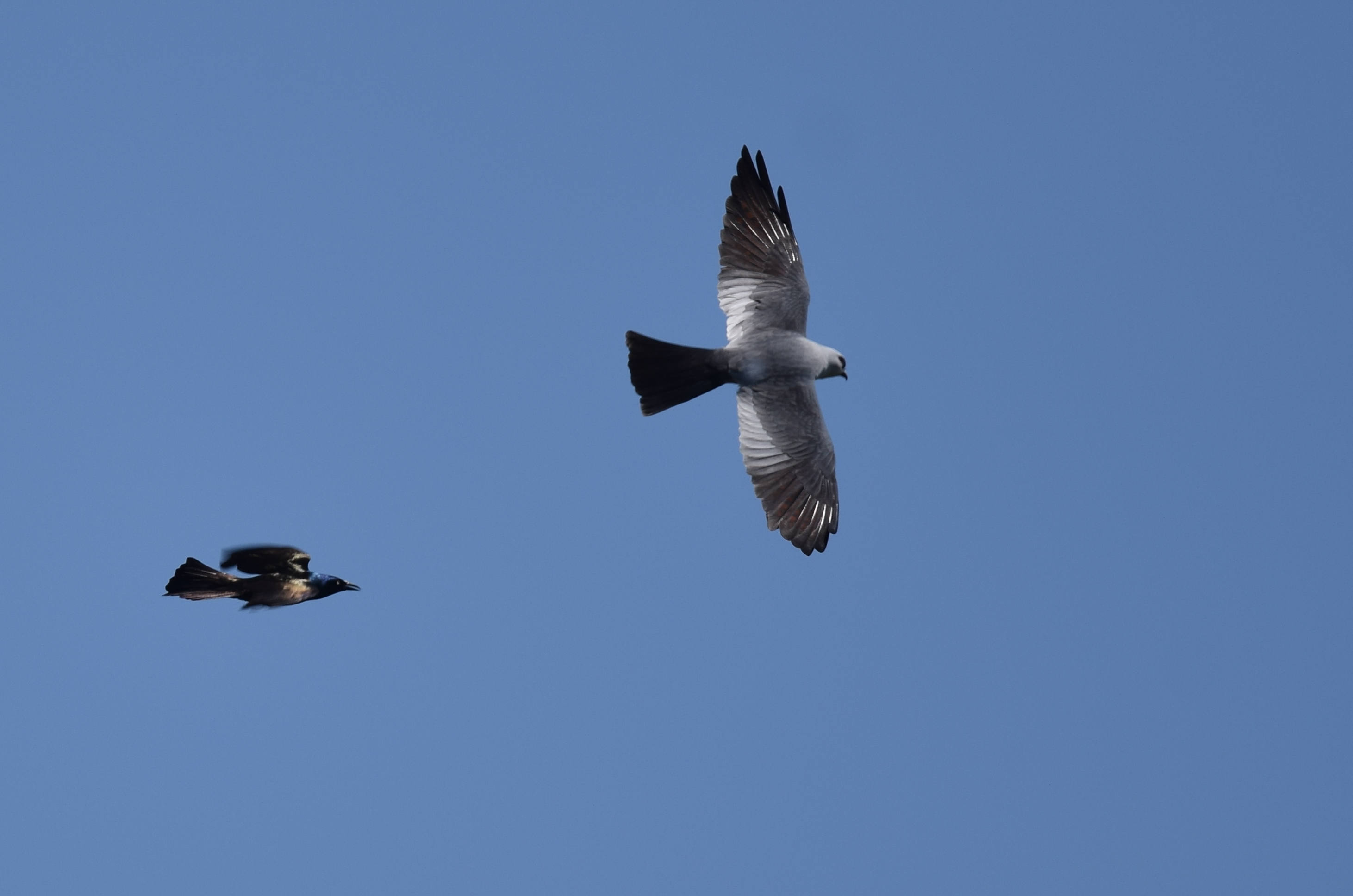
Mississippiglada som jagas av en mindre båtstjärt.

## Utbredning och systematik
Fågeln häckar i södra USA (Arizona till Florida) och övervintrar i Sydamerika. Tillfälligt har den påträffats i Kanada och Ecuador samt på Bermuda och Kuba. Den behandlas som monotypisk, det vill säga att den inte delas in i några underarter.

Mississippigladans utbredningsområde, där orange betecknar vistelse sommartid, gult under flyttningen och blått vintertid.

### Släktskap
Mississippigladan är systerart till blygladan och de båda utgör släktet Ictinia. Trots sin ytliga likhet med pärlgladan och glador i Elanus är de snarare specialiserade vråkar.

## Levnadssätt
Mississippigladan hittas öster om Mississippifloden i låglänta lövskogar. Väster därom ses den i helt annorlunda miljöer i prärielandskap med planterade vindskyddande träd, men även i parker och stadsnära områden. Den tillbringar mycket tid i luften med sin akrobatiska, lätta och studsande flykt. Födan består av insekter som den fångar och äter i flykten, men också groddjur, ödlor, sköldpaddor, ormar, småfåglar, små däggdjur och fladdermöss.
Denna art är en mycket social fågel som både tar nattkvist och jagar i grupper. Under flyttningen kan den bilda mycket stora flockar. De häckar även nära varandra i små kolonier, framför allt i västra delen av utbredningsområdet. Fåglarna är sällan aggressiva mot varandra, däremot mot människor och andra predatorer nära boet under häckningstiden.

### Häckning
Hanen och honan hjälps åt att bygga boet som placeras i ett träd, ofta nära ett getingbo som möjligen skyddar ungarna mot klättrande predatorer. Mindre fågelarter som nordhärmtrast, blåskrika och gråsparv kan häcka nära eller till i och med i gladbon. I boet läggs en till tre ägg som ruvas i 29–32 dagar. De nykläckta ungarna putsar varandra och ordnar i boet tillsammans, vilket är ovanligt för rovfåglar. Ofta hjälper en årsunge till med att ruva äggen och försvara boet. När ungarna är 25–30 dagar gamla lämnar de boet för de närmaste grenarna. Först ett antal dagar senare är de flygga.

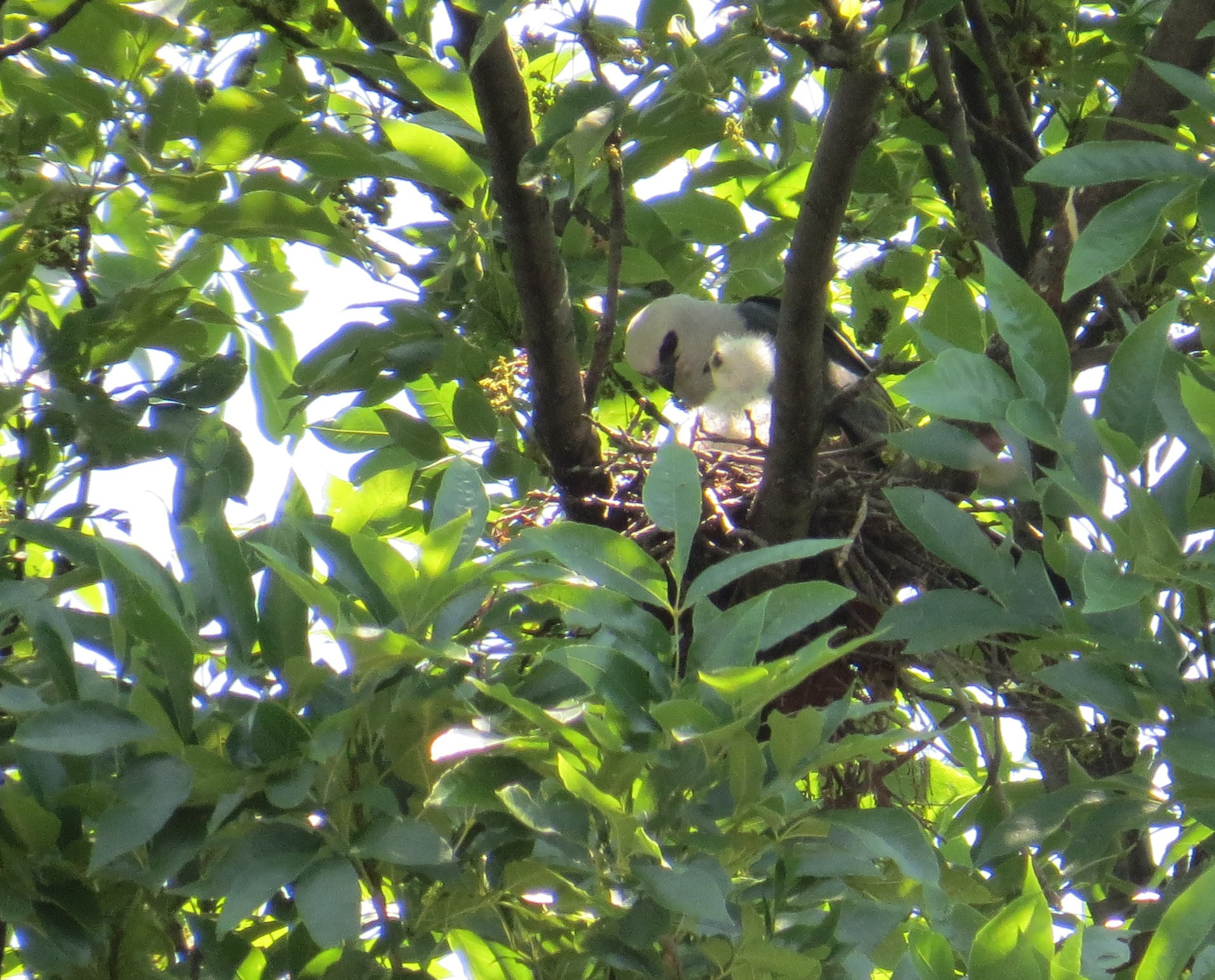
Mississippiglada vid bo med unge.

## Status och hot
Arten har ett stort utbredningsområde och en stor population, och tros öka i antal. Utifrån dessa kriterier kategoriserar internationella naturvårdsunionen IUCN arten som livskraftig (LC). Världspopulationen uppskattas till 300 000 häckande individer.